# باشگاه فوتبال العین سعودی
باشگاه فوتبال العین سعودی یک باشگاه فوتبال حرفه‌ای است در الباحه، عربستان سعودی تأسیس شده و در لیگ دسته اول فوتبال عربستان سعودیمیباشد